# VoIF Diana

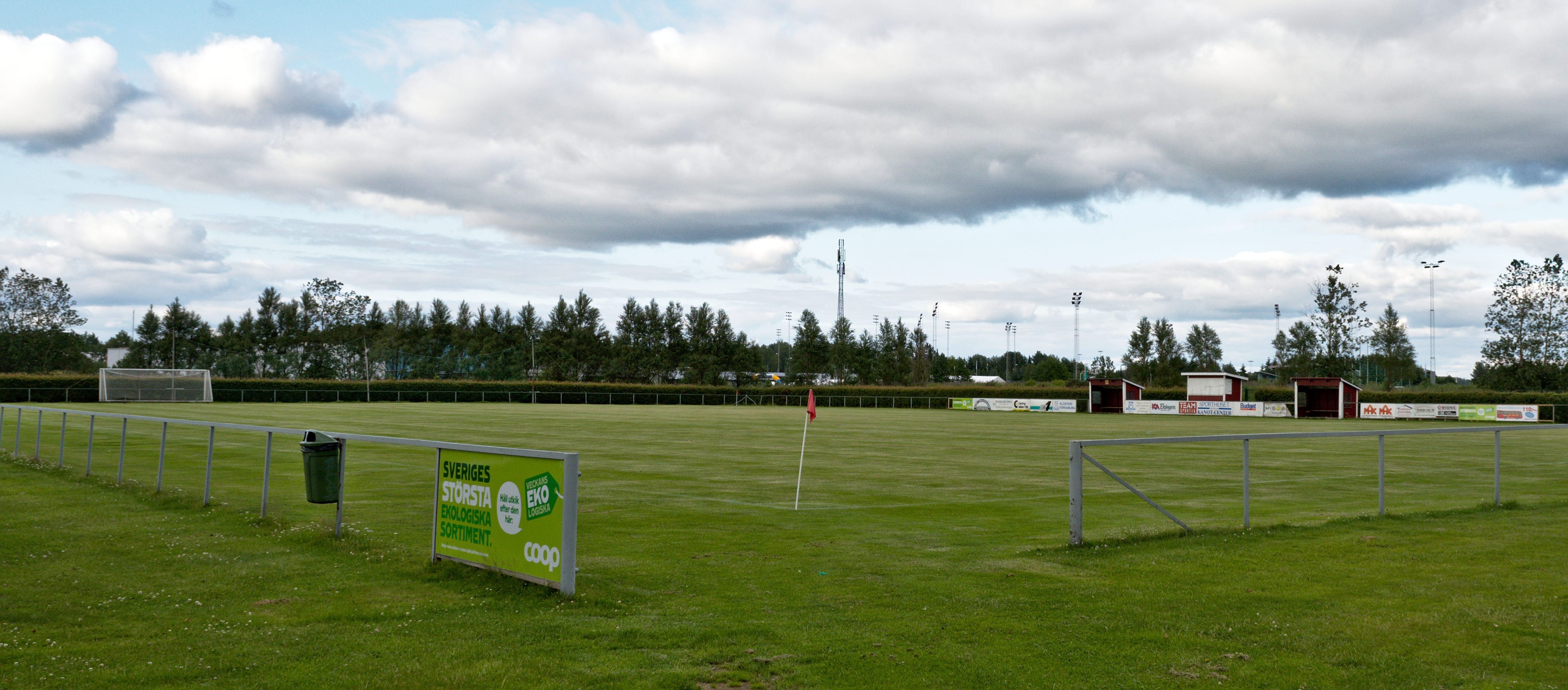
Ekängens fotbollsplan där VoIF Diana spelar sina hemmamatcher.

VoIF Diana (Velociped och Idrottsföreningen Diana) grundades på Valborgsmässoaftonen den 30 april 1902 i Eskilstuna och är en av stadens äldsta idrottsföreningar. Från början hade man endast en cykelsektion, men föreningen växte sen med fler idrotter. Idag bedrivs endast seniorfotboll i division 5. Klubbnamnet Diana härstammar från cykelmärket Durkopfs Diana. 
Från och med 1920 tillkom fler idrottssektioner i klubben såsom skridsko, friidrott, bordtennis, skidor, vattenpolo och fotboll. Senare kom även handboll, bandy och ishockey.
2013 spelade Diana inte seriefotboll på grund av brist på spelare. 2015 återupptogs fotbollen i form av ett veteranlag. De placerade sig på 4:e plats första året i den serien.